# 富爾頓鎮區 (北卡羅萊納州戴維縣)
富爾頓鎮區（英語：Fulton Township）是位於美國北卡羅萊納州戴維縣的一個鎮區。

## 地方資料
富爾頓鎮區的面積為71.48平方千米，皆為陸地。根據2020年美國人口普查的數據，當地共有人口2124人，而人口密度為每平方千米29.71人。